# 卡尔·诺伊默尔
卡尔·诺伊默尔（德語：Karl Neumer，1887年2月23日—1984年5月16日），德国男子自行车运动员。他曾代表德国参加1908年夏季奥林匹克运动会自行车比赛，获得一枚银牌和一枚铜牌。